# Polymérisation par ouverture de cycle
Pour les articles homonymes, voir ROP (homonymie).

Polymérisation par ouverture de cycle du caprolactame pour donner le polyamide 6.

La polymérisation par ouverture de cycle (Ring-Opening Polymerization en anglais, soit ROP) est une polymérisation durant laquelle un monomère cyclique conduit à une unité monomère qui est acyclique ou contient moins de cycles que le monomère.

## Mécanismes
Plusieurs mécanismes de polymérisation par ouverture de cycle existent[réf. nécessaire] : 
- le mécanisme cationique : le site actif de la chaîne de propagation est un carbocation ;
- le mécanisme anionique : le site actif est un carbanion ;
- le mécanisme par coordination-insertion, qui fait appel à un amorceur de type organométallique. Ce mécanisme implique la coordination de la liaison « C=O » à la liaison « C-atome métallique » de l’amorceur, suivie de l’insertion de cette même liaison au niveau de la liaison « oxygène-métal » par rupture de la liaison « C-O » endocyclique ;
- le mécanisme organique, où l'amorceur est une espèce organique. Selon le mode d’activation mis en jeu, il peut s’agir d’un mécanisme : 
  - basique : activation de l’alcool amorçant ou propageant ; 
  - nucléophile : activation du monomère et ouverture de cycle ; 
  - bifonctionnel : activation de l’alcool et du monomère ;
  - acide : activation du monomère.

## Exemples
Le tableau suivant présente quelques exemples de polymères formés par ouverture de cycle. 
| Type de cycle | Famille de polymère | Monomère cyclique | Exemple de polymère                        | Exemple de monomère               |
| ------------- | ------------------- | ----------------- | ------------------------------------------ | --------------------------------- |
| Hétérocycle   | Polyamides          | Lactames          | PA 6 : Polycaprolactame                    | Caprolactame                      |
| Hétérocycle   | Polyamides          | Lactames          | PA 12: Polylauroamide                      | Lauryllactam                      |
| Hétérocycle   | Polyesters          | Lactones          | PCL : Polycaprolactone                     | Caprolactone                      |
| Hétérocycle   | Polyesters          | Lactones          | PGA : Acide polyglycolique (polyglycolide) | Glycolide                         |
| Hétérocycle   | Polyesters          | Lactones          | PLA : Acide polylactique (polylactide)     | Lactide                           |
| Hétérocycle   | Polyesters          | Lactones          | PHB : Poly-β-hydroxybutyrate               | β-butyrolactone                   |
| Hétérocycle   | Polyéthers          | Éthers cycliques  | PEG : Polyéthylène glycol                  | Oxyde d'éthylène                  |
| Hétérocycle   | Polyéthers          | Éthers cycliques  | PPG : Polypropylène glycol                 | Oxyde de 1,3-propylène            |
| Hétérocycle   | Polyéthers          | Éthers cycliques  | PTMG : Polytétraméthylène glycol           | Tétrahydrofurane                  |
| Cycle carboné | Polyalcadiènes      | Cycloalcènes      | Polyacétylène                              | Cyclooctatétraène, cyclooctadiène |